# مونغيونغ
مونغيونغ هي مدينة في كوريا الجنوبية، تتبع مقاطعة غيونغسانغ الشمالية، بلغ عدد سكانها 71,863 نسمة في 2015، تبلغ مساحتها 911.73 كيلومتر مربع.

## المناخ
يظهر الجدول التالي التغييرات المناخية على مدار السنة لمونغيونغ:
| البيانات المناخية لـمونغيونغ                | البيانات المناخية لـمونغيونغ | البيانات المناخية لـمونغيونغ | البيانات المناخية لـمونغيونغ | البيانات المناخية لـمونغيونغ | البيانات المناخية لـمونغيونغ | البيانات المناخية لـمونغيونغ | البيانات المناخية لـمونغيونغ | البيانات المناخية لـمونغيونغ | البيانات المناخية لـمونغيونغ | البيانات المناخية لـمونغيونغ | البيانات المناخية لـمونغيونغ | البيانات المناخية لـمونغيونغ | البيانات المناخية لـمونغيونغ |
| الشهر                                       | يناير                        | فبراير                       | مارس                         | أبريل                        | مايو                         | يونيو                        | يوليو                        | أغسطس                        | سبتمبر                       | أكتوبر                       | نوفمبر                       | ديسمبر                       | المعدل السنوي                |
| ------------------------------------------- | ---------------------------- | ---------------------------- | ---------------------------- | ---------------------------- | ---------------------------- | ---------------------------- | ---------------------------- | ---------------------------- | ---------------------------- | ---------------------------- | ---------------------------- | ---------------------------- | ---------------------------- |
| متوسط درجة الحرارة الكبرى °م (°ف)           | 3.0 (37.4)                   | 5.9 (42.6)                   | 11.5 (52.7)                  | 19.1 (66.4)                  | 23.9 (75.0)                  | 27.1 (80.8)                  | 28.6 (83.5)                  | 29.3 (84.7)                  | 25.3 (77.5)                  | 20.0 (68.0)                  | 12.3 (54.1)                  | 5.6 (42.1)                   | 17.6 (63.7)                  |
| المتوسط اليومي °م (°ف)                      | −2.0 (28.4)                  | 0.4 (32.7)                   | 5.5 (41.9)                   | 12.3 (54.1)                  | 17.2 (63.0)                  | 21.2 (70.2)                  | 23.8 (74.8)                  | 24.3 (75.7)                  | 19.3 (66.7)                  | 13.1 (55.6)                  | 6.2 (43.2)                   | 0.3 (32.5)                   | 11.8 (53.2)                  |
| متوسط درجة الحرارة الصغرى °م (°ف)           | −6.6 (20.1)                  | −4.7 (23.5)                  | −0.2 (31.6)                  | 5.4 (41.7)                   | 10.6 (51.1)                  | 15.8 (60.4)                  | 20.0 (68.0)                  | 20.3 (68.5)                  | 14.5 (58.1)                  | 7.2 (45.0)                   | 0.9 (33.6)                   | −4.5 (23.9)                  | 6.6 (43.9)                   |
| الهطول مم (إنش)                             | 22.8 (0.90)                  | 29.2 (1.15)                  | 48.6 (1.91)                  | 76.6 (3.02)                  | 106.1 (4.18)                 | 163.2 (6.43)                 | 308.7 (12.15)                | 263.7 (10.38)                | 141.4 (5.57)                 | 41.4 (1.63)                  | 38.3 (1.51)                  | 20.0 (0.79)                  | 1٬259٫8 (49.60)              |
| متوسط أيام هطول الأمطار (≥ 0.1 mm)          | 5.7                          | 6.2                          | 7.6                          | 7.5                          | 8.2                          | 9.5                          | 15.1                         | 13.7                         | 8.7                          | 5.4                          | 6.9                          | 5.7                          | 100.2                        |
| متوسط الرطوبة النسبية (%)                   | 57.5                         | 55.9                         | 56.3                         | 53.2                         | 61.0                         | 69.3                         | 79.4                         | 78.7                         | 75.4                         | 68.5                         | 63.6                         | 59.7                         | 64.9                         |
| ساعات سطوع الشمس الشهرية                    | 175.4                        | 178.8                        | 203.8                        | 235.3                        | 251.7                        | 217.4                        | 166.4                        | 188.1                        | 187.2                        | 214.9                        | 170.7                        | 167.3                        | 2٬356٫2                      |
| المصدر: Korea Meteorological Administration |                              |                              |                              |                              |                              |                              |                              |                              |                              |                              |                              |                              |                              |

## أعلام
- شن دونغ
- شين كوانغ هون